# Lennebrücke Hilfringhausen

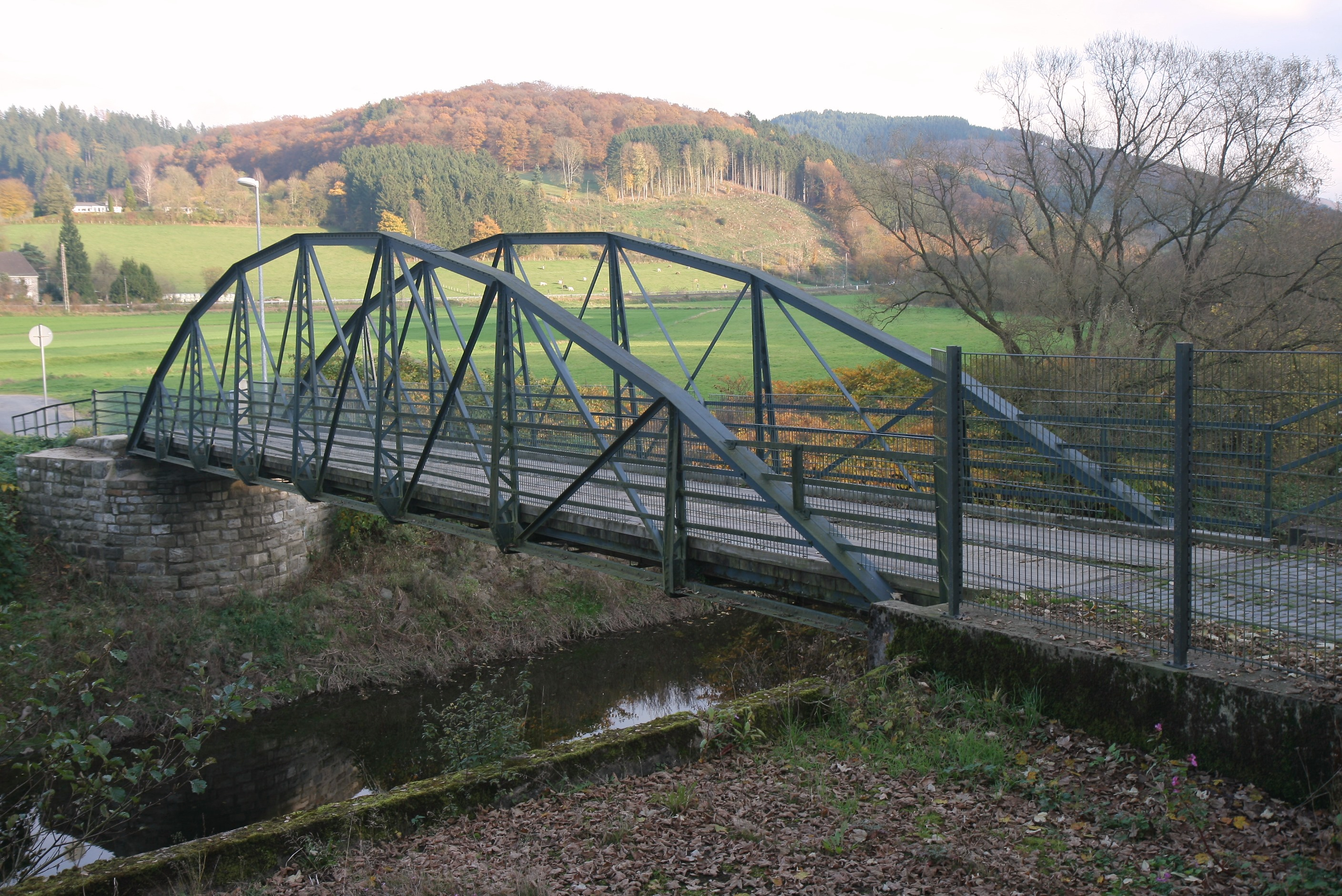
Lennebrücke Hilfringhausen

Die Lennebrücke Hilfringhausen ist eine als Kulturdenkmal geschützte Stahlfachwerkbrücke über den Fluss Lenne in der nordrhein-westfälischen Stadt Plettenberg, Ortsteil Ohle.

## Geschichte
Die Stahlfachwerkbrücke mit Gurtbogen verbindet die Ortschaft Hilfringhausen mit der Bundesstraße 236 auf der anderen Seite der Lenne. Sie wurde um 1920 erbaut und besitzt eine Fahrbahn aus Holz.